# Beloken Pasen
Beloken Pasen, (ook wel Quasimodo-zondag, Dominica in albis, Hoogfeest van de Goddelijke Barmhartigheid of Zondag van de Goddelijke Barmhartigheid) is de eerste zondag na Pasen (de octaafdag van Pasen, of tweede zondag van Pasen). Het woord beloken is het voltooid deelwoord van beluiken, het tegengestelde van ontluiken. Het betekent dus afgesloten. Op die dag wordt de paasweek, ook wel het paasoctaaf afgesloten. 
De Latijnse naam van Beloken Pasen is Dominica in albis (zondag in witte kleren), een verwijzing naar de witte doopkleren van de doopleerlingen. De paus draagt dan speciale witte koorkledij, een witte satijnen mozetta afgezet met bont. In Duitsland wordt Beloken Pasen daarom "Witte Zondag" genoemd. Deze zondag is onder andere in Frankrijk bekend als Quasimodo-zondag naar de beginwoorden van het introïtus dat op die zondag wordt gezongen: Quasi modo geniti infantes... (1 Petrus 2:2).
In de Orthodoxe Kerk wordt deze dag Thomaszondag genoemd. In het Jubeljaar 2000 riep paus Johannes Paulus II op 30 april deze dag uit tot Zondag van de Goddelijke Barmhartigheid. 
Dit hoogfeest wordt voorafgegaan door de 'Noveen van de Goddelijke Barmhartigheid', die begint op Goede Vrijdag en eindigt op de zaterdag voor Beloken Pasen.  